# Matthew Rees
Matthew Rees (* 9. Dezember 1980 in Tonyrefail, Rhondda Cynon Taf, Glamorgan) ist ein walisischer Rugby-Union-Spieler. Er spielt als Hakler für die walisische Nationalmannschaft und die Scarlets.
Rees wechselte zur Saison 2004/05 von den aufgelösten Celtic Warriors zu den Scarlets. Zuvor hatte er für die Clubs Merthyr RFC und Pontypridd RFC gespielt. Sein Nationalmannschaftsdebüt gab er im Juni 2005 gegen die Vereinigten Staaten, den ersten Versuch seiner internationalen Karriere legte er gegen Kanada im Jahr darauf.
Rees gehörte bei den Novemberländerspielen 2006 und den Six Nations 2007 zum Kader der Nationalmannschaft, nahm an der folgenden Sommertour aufgrund der Geburt seines ersten Kindes jedoch nicht teil. Bei der Weltmeisterschaft 2007 kam er zu drei Einsätzen. Bei den Six Nations 2008 konnte er mit Wales den Gewinn des Grand Slam feiern.
Im Jahr 2009 wurde er von Ian McGeechan für die Südafrika-Tour der British and Irish Lions nominiert. Er kam in allen Spielen zum Einsatz.